# Unbipentium
Az unbipentium a 125-ös rendszámú, még fel nem fedezett kémiai elem ideiglenes neve. A természetben nem fordul elő, mesterségesen sem állították még elő. A transzaktinoidák közé tartozik, a g-blokk ötödik eleme. Várható atomtömege 333.
Vegyjele: Ubp.
CAS-szám: 54500-76-4
Elektronok héjaként: 2, 8, 18, 32, 37, 18, 8, 2
Elektronszerkezet: [Og] 5g38s2

## Fordítás
Ez a szócikk részben vagy egészben  az   Unbipentium című német Wikipédia-szócikk fordításán alapul.  Az eredeti cikk szerkesztőit annak laptörténete sorolja fel. Ez a jelzés csupán a megfogalmazás eredetét és a szerzői jogokat jelzi, nem szolgál a cikkben szereplő információk forrásmegjelöléseként.